# Joseph Keter
Joseph Keter, né le 13 juin 1969 à Lessos, est un athlète kényan, évoluant sur le 3 000 mètres steeple.

## Biographie
Il est connu pour avoir privé son compatriote Moses Kiptanui, qui domine la discipline, du titre olympique lors des Jeux olympiques de 1996 à Atlanta. 

## Palmarès

### Jeux olympiques d'été
- Jeux olympiques de 1996 à Atlanta
  -  Médaille d'or du 3 000 m steeple